# Nationalliga (Böhmen und Mähren) 1940/41
Die Spielzeit 1940/41 war die zweite Austragung der Eishockeymeisterschaft im besetzten Protektorat Böhmen und Mähren; die Meisterschaft hieß in dieser Saison Národní liga (Nationalliga). Diese diente als Ersatz für die während der Kriegsjahre nicht stattfindende tschechoslowakische 1. Liga. Meister wurde der I. ČLTK Prag. Die Spieler Jan Plocek vom LTC Prag und Miroslav Sláma von Meister I. ČLTK Prag wurden mit je neun Toren gemeinsam Torschützenkönig.

## Modus
Die sechs Teams trafen in einer einfachen Runde aufeinander. Meister wurde der Tabellenführer am Saisonende. Der Letztplatzierte stieg ab. Für einen Sieg erhielten die Mannschaften zwei Punkte, bei einem Unentschieden einen und bei einer Niederlage keinen.

## Tabelle
| Pl. | Team                     | Sp. | S | U | N | Torv. | Pkt. |
| --- | ------------------------ | --- | - | - | - | ----- | ---- |
| 1.  | I. ČLTK Prag             | 5   | 5 | 0 | 0 | 28-4  | 10   |
| 2.  | LTC Prag                 | 5   | 4 | 0 | 1 | 36-3  | 8    |
| 3.  | AC Sparta Prag           | 5   | 3 | 0 | 2 | 10-12 | 6    |
| 4.  | SK Horácká Slavia Třebíč | 5   | 2 | 0 | 3 | 7-20  | 4    |
| 5.  | ČSK Vítkovice            | 5   | 1 | 0 | 4 | 5-12  | 2    |
| 6.  | SK Velké Popovice        | 5   | 0 | 0 | 5 | 3-38  | 0    |

## Aufstieg
Die folgenden vier Mannschaften spielten im Play-off-Modus um den Aufstieg in die Nationalliga. Dabei setzte sich der AC Stadion České Budějovice durch.
Halbfinale:
- AC Stadion České Budějovice – SK Podolí Prag 2:0
- SK Meteor Svobodné Dvory – SK Židenice 1:0 n. V.

Finale:
- AC Stadion České Budějovice – SK Meteor Svobodné Dvory 3:1 n. V.

## Beste Torschützen
- Miroslav Sláma (I. ČLTK) 9
- Jan Plocek  (LTC Prag) 9
- Jaroslav Drobný (I. ČLTK) 8
- Vladimír Zábrodský (LTC Prag) 7
- František Pergl (LTC Prag) 6

## Meistermannschaft des I. ČLTK
| Torhüter      | Zdeněk Jarkovský, J. Franc                                                                                  |
| Abwehrspieler | František Pácalt, S. Franc, Kalous                                                                          |
| Stürmer       | Frýzek, Jaroslav Drobný, Robă Robětín, Jindřich Krammer, Miroslav Sláma, Karel Robětín, Jiří Tožička, Fatka |
| Trainer       | Jiří Tožička                                                                                                |